# Siempre es domingo
Siempre es domingo és una pel·lícula espanyola de gènere dramàtic estrenada el 23 d'octubre de 1961, dirigida per Fernando Palacios i protagonitzada en els papers principals per María Mahor, Pepe Rubio, Mara Cruz, Carlos Larrañaga, María Luisa Merlo i José Luis Pellicena.

## Sinopsi
En un barri de Madrid, on la majoria dels seus habitants són gents de classe acomodada, un grup d'amics i amigues passen els dies bevent, sempre de festa, sense que els seus pares es preocupin d'ells. Malgrat els bons moments que estan passant, tots ells tenen problemes que intenten oblidar amb aquest costum.

## Repartiment
- María Mahor com Carlota.
- Pepe Rubio com David.
- Mara Cruz com Clara Eugenia Andonelli.
- Carlos Larrañaga com Luis Lara.
- María Luisa Merlo com Dorotea 'Doris'.
- José Luis Pellicena com	Víctor Navarro - poeta.
- Maite Blasco com	 Gloria - cosina de Carlota.
- Arturo López com Paco.
- María Silva como Amiga de Carlota.
- Carlos Estrada com Julio - cunyat de Carlota.
- Yelena Samarina com germana de Carlota.
- Pedro Osinaga com Gonzalo.
- Gracita Morales com Petri - serventa veïna.
- Simón Andreu com Amic de Carlota.
- Jorge Llopis com Don Eduardo.
- Mari Carmen Prendes com Mare de Carlota.
- Susana Campos com Teresa.
- Fernando Rey com Juez Andonelli.
- Andrés Mejuto como	Padre de Víctor.
- Carlos Lemos com Don Tomás.
- William Layton com Mister Cleamant.
- Alfonso Godá
- María Andersen
- Hugo Pimentel
- José Orjas com Taxista.
- Pedro Rodríguez de Quevedo
- Juan Cortés
- Antonio Queipo
- Ana María Ventura
- Antonio Braña
- Jesús Guzmán com Enrique Valona.
- Juan Cazalilla - Llibreter
- Santiago Ontañón
- Rafael Ibáñez
- Rosario García Ortega
- Silvana Velázquez

## Premis
Als Premis del Sindicat Nacional de l'Espectacle de 1961 la pel·lícula va rebre, per una banda el tercer premi de 125.000 pessetes i el premi als millors decorats per a Antonio Simont.